# 南京市中小学联合运动会

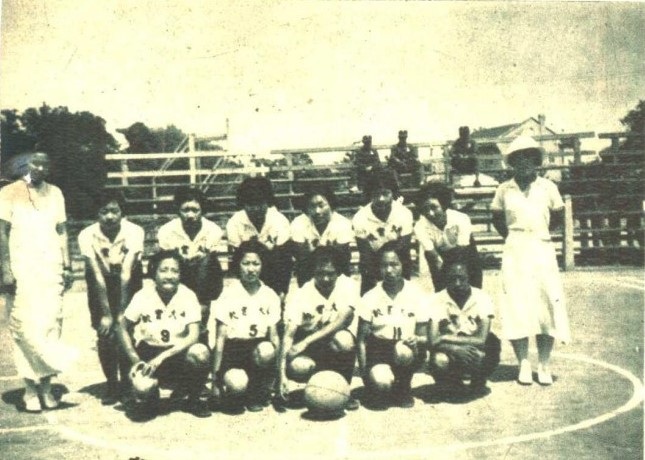
南京市第六届中小学联合运动会女子初中组篮球冠军——中大实校队。

南京市中小学联合运动会，始办于1929年，最后一届举办于1937年，共举办六届，因日军占领南京而停办。

## 历史
南京市中小学联合运动会始办于1929年5月，1932年，淞沪会战战火波及南京，日军军舰在江面炮击南京市区，各中小学停课，因此运动会停办了两年，直至1934年10月举办第四届。1937年后，因日军占领南京停办。
| 届数   | 时间                | 地点                   |
| ------ | ------------------- | ---------------------- |
| 第一届 | 1929年5月11日、14日 | 江苏省立南京公共体育场 |
| 第二届 | 1930年5月10日-11日  | 江苏省立南京公共体育场 |
| 第三届 | 1931年5月25日-27日  | 未知                   |
| 第四届 | 1934年10月18日      | 励志社运动场           |
| 第五届 | 1935年或1936年      | 未知                   |
| 第六届 | 1937年4月24日-26日  | 江苏省立南京公共体育场 |

## 比赛项目
首届比赛中，比赛项目包括团体操及田径比赛，比赛项目主要由中学组参加，小学组以演示为主。而最后一届比赛中，已包括篮球等球类比赛。

## 会歌
会歌由李清悚撰词，王健吾制谱，读起来朗朗上口、铿锵有力。